# Treron pembaensis
Treron pembaensis е вид птица от семейство Гълъбови (Columbidae). Видът е световно застрашен, със статут Уязвим.

## Разпространение
Видът е разпространен в Танзания.

## Описание
Средно голям, набит гълъб с маслиненозелен гръб и сива глава и долна част. Полетът е бърз и директен. Понякога се вижда сам, но по-често в малки групи. Среща се в гори, горски ръбове, плантации и села, често около плодни дървета.